# Tirolo
Tirolo (németül Tirol vagy Dorf Tirol) település Olaszországban, Bolzano autonóm megyében. Lakosainak száma 2459 fő (2023. január 1.). Tirolo Merano, Moso in Passiria, Scena, Caines, Lagundo, Parcines és Rifiano községekkel határos.

## Népesség
A település népességének változása:
| Lakosok száma | 2457 | 2456 | 2459 |
|               | 2017 | 2018 | 2023 |